# والنتینا یاکوفلوا
والنتینا یاکوفلوا (به انگلیسی: Valentina Yakovleva) (زادهٔ ۱۸ ژانویهٔ ۱۹۴۷) شناگر اهل شوروی است.